# Yılmaz Gündüz
Yılmaz Gündüz, né le 2 janvier 1929, à Tarse, en Turquie et décédé en 1997, est un ancien joueur turc de basket-ball. Il est également acteur, scénariste, réalisateur et producteur de cinéma.